# Monolobus
Monolobus is een geslacht van kevers uit de familie van de loopkevers (Carabidae). De wetenschappelijke naam van het geslacht is voor het eerst geldig gepubliceerd in 1849 door Solier.

## Soorten
Het geslacht Monolobus omvat de volgende soorten:
- Monolobus ovalipennis Straneo, 1969
- Monolobus testaceus Solier, 1849